# Hansjörg Jäkle
Hansjörg Jäkle, född 19 oktober 1971 i Schonach im Schwarzwald i Baden-Württemberg, är en tysk tidigare backhoppare och nuvarande backhoppstränare. Han representerade SC Schonach-Rohrhardsberg.

## Karriär
Hansjörg Jäkle debuterade i världscupen i skidflygningsbacken Kulm i Bad Mitterndorf i Österrike 30 januari 1993. Han blev nummer 31 i sin första internationella tävling. Han placerade sig första gången bland de tio bästa i en deltävling i världscupen under tysk-österrikiska backhopparveckan säsongen 1993/1994 då han blev nummer 6 i avslutningstävlingen i Paul-Ausserleitner-Schanze i Bischofshofen 6 januari 1994. Jäkle tävlade sju säsonger i världscupen och blev som bäst nummer 14 sammanlagt säsongen 1997/1998. I backhopparveckan blev han som bäst totalt nummer 14 säsongen 1994/1995.
Jäkle tävlade i sitt första OS i Lillehammer i Norge 1994. Han deltog i tävlingarna i stora backen och blev nummer 24 i en tävling som vanns av landsmannen Jens Weissflog. I lagtävlingen i Lysgårdsbakken vann Jäkle en guldmedalj tillsammans med lagkamraterna Christof Duffner, Dieter Thoma och Jens Weissflog. Tyskland var 13,2 poäng före Japan och 51,2 poäng före Österrike. Under olympiska spelen 1998, i Nagano i Japan, deltog Jäkle i alla grenarna. I de individuella tävlingarna blev han nummer 17 (normalbacken) och nummer 57. I lagtävlingen i Hakuba fick Japan sin revansch och vann tävlingen och OS-guldet 35,6 poäng före Tyskland, som tog silvermedaljerna 15,9 poäng före bronsmedaljörerna från Österrike.
Hansjörg Jäkle deltog i två skidflygnings-VM. Han tävlade i VM 1994 i Letalnica i Planica i Slovenien och i VM 1998 på hemmaplan i Heini Klopfer-backen i Oberstdorf. Han slutade som nummer 10 i båda tävlingarna.
Jäkle startade i Skid-VM 1995 i Thunder Bay i Kanada. Där blev han nummer 29 i normalbacken och nummer 12 i stora backen. I lagtävlingen vann han en silvermedalj med tyska laget (Jens Weissflog, Gerd Siegmund, Hansjörg Jäkle och Dieter Thoma). Under Skid-VM 1997 i Trondheim i Norge blev han nummer 26 (normalbacken) och 22 i de individuella tävlingarna och vann en bronsmedalj i lagtävlingen tillsammans med Christof Duffner, Martin Schmitt och Dieter Thoma.
Jäkle vann en guldmedalj i normalbacken under tyska mästerskapen 1998. Han har även två silvermedaljer och en bronsmedalj från tyska mästerskap. Hansjörg Jäkle avslutade sin aktiva backhoppningskarriär 2002. 

## Övrigt
Vid sidan om backhoppningen tävlade Jäkle i motocross med sin Yamaha YZ 250. Han skadade sig svårt i en motocross-olycka oktober 2004 där han bland annat bröt båda benen. Jäkle är nu verksam som lärare och backhoppstränare i hemorten Schonach.